# 羅茲瓦日 (佐洛喬夫區)
49°54′47″N 24°47′45″E / 49.91306°N 24.79583°E
羅茲瓦日（烏克蘭語：Розваж），是烏克蘭西部的村莊，隸屬利維夫州的佐洛奇夫區。該村始建於1682年，面積1.28平方公里，海拔高度236米，2001年該城鎮人口350。